# Pan-Am-Flug 816
Am 22. Juli 1973 verunglückte eine Boeing 707-321B auf dem Pan-Am-Flug 816 kurz nach dem Start vom Flughafen Faa’a. Das Flugzeug der Pan American World Airways stürzte vor der Küste Tahitis in den Pazifischen Ozean. Bei diesem bislang schwersten Flugunfall in Französisch-Polynesien kamen 78 der 79 Insassen ums Leben.

## Flugverlauf
Die Boeing 707 (Kennzeichen: N417PA, c/n: 18959, s/n: 470) führte einen Linienflug von Auckland in Neuseeland zum San Francisco International Airport in den USA durch. In Papeete und Los Angeles waren planmäßige Zwischenlandungen vorgesehen. 
Nach der Ankunft in Papeete wurde ein y-förmiger Riss in der Glasscheibe des hinteren linken Cockpitfensters entdeckt. Die Besatzung nahm telegrafischen Kontakt mit der technischen Unternehmenszentrale in New York auf, die eine Erlaubnis zum Weiterflug erteilte. Die Piloten wurden angewiesen, die Fensterheizung nicht in Betrieb zu nehmen. Der Kapitän entschied sich, den Flug nach Los Angeles in einer niedrigeren Reiseflughöhe fortzusetzen, um die Druckbelastung auf das beschädigte Fenster gering zu halten. Weil sich der Treibstoffverbrauch dadurch erhöhen würde, ordnete er an, das Flugzeug mit 70.860 kg (156.220 lb) statt wie geplant mit 54.884 kg (121.000 lb) Kerosin betanken zu lassen.
Laut Flugplan war der Start in Papeete um 20:30 Uhr Ortszeit vorgesehen. Durch das Warten auf die Antwort der Unternehmenszentrale und durch die Nachbetankung verzögerte sich der Abflug um mehr als 90 Minuten. Die Piloten erhielten um 21:52 Uhr die Aufforderung zum Anlassen der Triebwerke. Um 21:58 Uhr bat der Kapitän die Flugsicherung, den Flug nach Los Angeles in 7.000 Meter (23.000 Fuß) statt wie geplant in 10.000 Meter (33.000 Fuß) Höhe durchführen zu dürfen. Eine entsprechende Streckenfreigabe wurde erteilt. Die Piloten bekamen um 22:04 Uhr die Starterlaubnis. Zu dieser Zeit lag der Flughafen unter einer geschlossenen Wolkendecke, zudem regnete es. Die Sichtweite am Boden betrug etwa 8.000 Meter.
Die Maschine hob um 22:06 Uhr von der Startbahn 04 ab. Augenzeugen berichteten, dass das Flugzeug auffallend langsam stieg. Das Abflugverfahren sah eine Linkskurve nach dem Start vor, welche die Piloten bereits in etwa 90 Meter (300 Fuß) Höhe einleiteten. Unmittelbar darauf begann die Boeing 707 zu sinken. Die Maschine schlug um 22:06:45 Uhr, etwa 30 Sekunden nach dem Abheben, im Pazifik auf. Der Fluglotse im Kontrollturm bemerkte einen Lichtblitz auf dem Meer und löste Alarm aus. Die Unfallstelle lag 3,5 Kilometer hinter der Landebahnschwelle und circa 700 Meter vor der Küste Papeetes. Rettungskräfte bargen zwei Überlebende, eine Flugbegleiterin und einen kanadischen Passagier. Die Flugbegleiterin erlag kurz darauf ihren schweren Verletzungen.

## Unfallursache
Die meisten Trümmerteile, darunter beide Flugdatenschreiber, versanken im Meer. Trotz einer dreitägigen Suche mit Sonargeräten gelang es nicht, das Wrack in 700 Meter Wassertiefe zu orten. Einige treibende Trümmer wurden geborgen, darunter Teile des Bugfahrwerks sowie einzelne Bruchstücke des Rumpfes, der Tragflächenstruktur und des Höhenleitwerks. Deren Anzahl reichte aber nicht aus, um die Unfallursache zu ermitteln.
Der flache Steigwinkel nach dem Start schien auf einen Triebwerksausfall hinzudeuten, allerdings hätte ein solcher allein nicht zum Unfall geführt. Ein gleichzeitiger Ausfall von zwei Triebwerken wurde als unwahrscheinlich angesehen, zumal die Besatzung vor dem Aufprall keinen Notruf gesendet hatte. Für einen Defekt der Flugsteuerung fanden die französischen Ermittler auch nach Simulatortests keine Anhaltspunkte. Ein Bruch des beschädigten Cockpitfensters konnte zwar nicht ausgeschlossen werden, erschien der Untersuchungskommission aber zweifelhaft. Dem Wetter wurde keine Bedeutung beigemessen.
Die Ermittler hielten es für möglich, dass die Piloten durch einen Instrumenten- oder Systemfehler abgelenkt waren und nicht bemerkten, dass die Maschine in den Sinkflug überging. Möglicherweise wurde die Fluglage im künstlichen Horizont (Attitude Direction Indicator) des Kapitäns falsch dargestellt. Dies könnte bewirkt haben, dass er den Steigflug zunächst flacher als üblich durchführte. Als das Flugzeug in relativ niedriger Höhe bei Dunkelheit nach links in Richtung des offenen Meeres drehte, fehlte dem Kapitän ein visueller Bezugspunkt außerhalb des Cockpits, um die fehlerhafte Instrumentenanzeige erkennen und die Fluglage entsprechend korrigieren zu können. Vermutlich erhöhte sich der Querneigungswinkel des Flugzeugs nach dem Einleiten der Kurve kontinuierlich, so dass es über die linke Tragfläche abkippte und an Höhe verlor. Die Maschine schlug mit eingefahrenem Fahrwerk auf. Die Auftriebshilfen (Flaps und Slats) waren beim Aufprall noch gesetzt beziehungsweise noch nicht vollständig eingefahren.
Die zwei 59-jährigen Piloten hatten in den letzten 48 Stunden vor dem Unfall über 13 Flugstunden absolviert und waren nach Ansicht der Ermittler übermüdet. Beide Piloten litten an Bluthochdruck und befanden sich in ärztlicher Behandlung. Der obduzierte Leichnam des Kopiloten, der zu den wenigen gefundenen Opfern zählte, wies zudem Anzeichen einer schweren Arteriosklerose auf.